# Лонгве
Культура Лонгве — слабо изученная археологическая культура, существовавшая на территории Малави (юго-восточная Африка).
Существовала около 1000 г. н. э., примерно одновременно с культурой Капени, однако представлена меньшим числом памятников. Носители культуры жили в регионе к северу и востоку от горного массива Муландже, а также в низовьях реки Шире.
Во многих местах обнаружены каменные орудия. Предполагается, что носители культуры всё ещё сохраняли приверженность охоте и собирательству, однако уже умели изготавливать керамику, которая заметно отличалась от керамики соседней культуры Капени.